# Biker metal

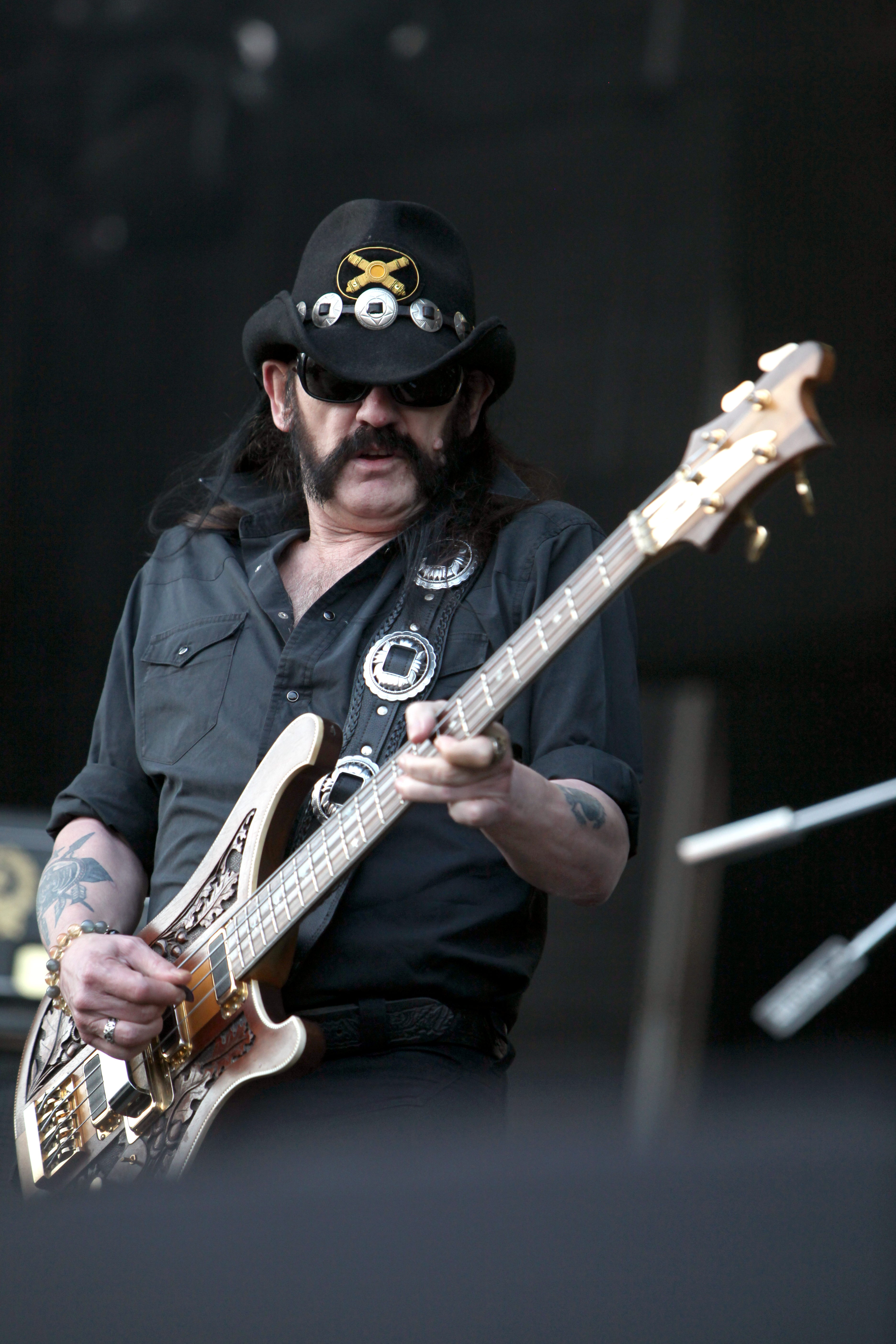
Motorhead, la banda del biker metal

El biker metal (también conocido como biker rock) es un subgénero del heavy metal que combina elementos de occult rock con otros géneros como blues y blues eléctrico.
Motörhead, Plasmatics, Anti-Nowhere League y Girlschool fueron grupos pioneros de este género que surgió a finales de los 70 y principios de los 80 en Inglaterra y los Estados Unidos.

## Orígenes
La asociación con la cultura de los moteros ha estado presente durante casi toda la historia del heavy metal: Thin Lizzy fueron fotografiados frecuentemente junto a motocicletas ya en fecha tan temprana como 1973; Joan Jett apareció en la portada de la revista Outlaw Biker; Judas Priest empezaron a usar una imagen motera a mediados de los años 70, aunque también tomando elementos del sadomasoquismo; y el estilo común de la vestimenta de los metaleros está estrechamente ligado al adoptado por las bandas de moteros. La revista Spin ha señalado al vocalista y bajista de Motörhead, Lemmy Kilmister, como el pionero en introducir la cultura de la motocicleta en el heavy metal, probablemente a través de la influencia anterior de bandas de rock como Steppenwolf, Lynyrd Skynyrd y los Grateful Dead; un uso temprano del término "heavy metal" ya estaba presente en la canción de Steppenwolf de 1968 "Born to Be Wild", en referencia a una motocicleta.

## Características
El biker metal ha sido descrito como un género musical que ha recibido influencias de heavy metal blues, rock and roll, freakbeat, hard rock, occult rock, blues eléctrico y el blues.
El biker metal se caracteriza por una aproximación al metal utilizando un tempo más lento, un sonido "áspero y americano" y un alineamiento integral con la cultura de los moteros. El género ha sido comparado con formas más lentas y operísticas de metal, como el trabajo de Judas Priest a principios de los años 2000. De modo parecido, el biker metal se aleja de la velocidad y el virtuosismo que alcanzaron su máxima expresión en los años 1980.
Bandas como Polilla Negra, Orange Goblin, The Obsessed, Earthride y Black Label Society han sido descritas como fusionando el estilo con el doom metal, mientras que Clutch han sido calificados como una combinación de elementos de biker metal y rock sureño añadidos a su sonido stoner rock. La canción Paranoid, de Black Sabbath, ha sido considerada un clásico del género. El biker metal ha ejercido su influencia sobre diversos géneros que oscilan desde el thrash metal al hardcore punk y el black metal, y de forma general hacia el desarrollo del metal extremo. Giuseppe Sbrana, de la banda de Botsuana de heavy metal Skinflint, ha declarado que los grupos de biker metal han influido mucho en la estética de las bandas de heavy metal africanas.